# Келар
Келар (фр. Le Caylar) је насеље и општина у јужној Француској у региону Лангдок-Русијон, у департману Еро која припада префектури Лодев.
По подацима из 2011. године у општини је живело 446 становника, а густина насељености је износила 20,2 становника/km². Општина се простире на површини од 22,08 km². Налази се на средњој надморској висини од 752 метара (максималној 826 m, а минималној 714 m).

## Демографија
| 1962. | 1968. | 1975. | 1982. | 1990. | 1999. | 2011. |
| ----- | ----- | ----- | ----- | ----- | ----- | ----- |
| 318   | 327   | 259   | 295   | 339   | 383   | 446   |